# Llorenç del Penedès
Pour les articles homonymes, voir Llorenç.
Llorenç del Penedès est une commune de la province de Tarragone, en Catalogne, en Espagne, de la comarque de Baix Penedès.